# حسين كعبي
حسين كعبي (بالفارسية: حسین کعبی)، من مواليد 23 سبتمبر 1985 في الأهواز في إيران، لاعب كرة قدم إيراني.
بدأ مسيرته الكروية مع نادي فولاد خوزستان في عام 2002، ولعب معهم حتى عام 2005، وسجل معهم 5 أهداف، وفي عام 2005 انتقل إلى نادي السد القطري، وسجل معهم 3 أهداف، وفي موسم 2005/2006 انتقل إلى نادي فولاد خوزستان، ولعب معهم 26 مباراة وسجل هدفين، وفي موسم 2006/2007 انتقل إلى نادي الإمارات الإماراتي، ولعب معهم 7 مباريات وسجل هدف واحد، وفي عام 2007 انتقل إلى نادي برسبوليس، ولعب معهم 6 مباريات وسجل 3 أهداف، ومنذ عام 2007 وهو يلعب مع نادي ليستر سيتي الإنجليزي.
و قد بدأ باللعب مع منتخب إيران لكرة القدم في عام 2002.
ينتمي لقبيلة بني كعب العربية في منطقة الاهواز.

## روابط خارجية
- حسين كعبي على موقع قاعدة بيانات كرة القدم.إي يو (الإنجليزية)
- حسين كعبي على موقع ناشيونال فوتبول تيمز (الإنجليزية)
- حسين كعبي على موقع Soccerbase.com (لاعب) (الإنجليزية)
- حسين كعبي على موقع Soccerway.com (الإنجليزية)
- حسين كعبي على موقع عالم كرة القدم.نت (الإنجليزية)
- حسين كعبي على موقع كووورة